# Salvatore Natoli (homme politique)
Salvatore Natoli, né le 4 novembre 1926 à Gioiosa Marea (province de Messine), mort le 7 avril 2015 dans la même commune, est un homme politique italien. 

## Biographie
Ingénieur de profession, Salvatore Natoli est conseiller provincial et vice délégué à la Province de Messine quand il est élu par le collège de Messine à l'Assemblée régionale sicilienne sous les couleurs du Parti républicain italien lors des élections régionales de 1967. Il y siège durant 5 législatures. 
Il est assesseur au Tourisme, communications et transports dans les trois premiers juntes régionales de Mario Fasino (26 février 1969-14 juin 1971). Le 2 septembre 1979, il reprend le portefeuille des Travaux publics du républicain Rosario Cardillo, démissionnaire à cause de soupçons de corruption, dans le second gouvernement de Piersanti Mattarella puis dans le premier de Mario D'Acquisto. Après les élections régionales de juin 1981, il retrouve la charge du Tourisme, Communications et Transports auprès de D'Acquisto, puis est l'assesseur à la Coopération, au Commerce, à l'Artisanat et à la Pêche de Calogero Lo Giudice (décembre 1982-octobre 1983). Il est ensuite questeur de l'Assemblée à partir de 1985 et durant la dixième législature.
Dans la nuit du 27 novembre 1989, il est élu président de la région sicilienne, en succession de Rosario Nicolosi, mais démissionne un jour plus tard constatant l'impossibilité de former un gouvernement sans la pression des partis, permettant à Nicolosi de retrouver sa charge. 